# خدمات معنایی وب
خدمات معنایی وب (Semantic Web Services) ترکیبی از خدمات وب مرسوم و وب معنایی هستند.
خدمات معنایی وب با استفاده از قوانین و هست‌شناسی‌های تعریف شده در وب معنایی حاشیه‌نویسی می‌شوند. با استفاده از تعریف‌های معنایی انجام شده برای خدمات وب، امکان کشف و ترکیب خودکار این خدمات میسر می‌شود.

## مقایسه کوریوگرافی و ارکستراسیون
کوریوگرافی (Choreography)
کوریوگرافی به توصیف رفتار قابل مشاهده خارجی سرویس‌ها می‌پردازد، که به صورت مجموعه‌ای از تبادلات پیام است و ممکن است از یک الگوی تبادل پیام (MEP) پیروی کند. این توصیف از دیدگاه مصرف‌کننده عملکرد صورت می‌گیرد.
ارکستراسیون (Orchestration)
ارکستراسیون به چگونگی همکاری و ارتباط بین چندین سرویس (دو یا بیشتر) برای دستیابی به یک هدف مشترک می‌پردازد.

## چارچوب‌های خدمات وب معنایی
- OWL-S  
- WSMO  
- METEOR-S
- BioMOBY (بیوانفورماتیک)  
- SSWAP
- SADI

## مشکل مورد توجه خدمات وب معنایی
استانداردهای اصلی XML برای تعامل بین خدمات وب، تنها همکاری نحوی را مشخص می‌کنند و نه معنای پیام‌ها را. برای مثال، زبان توصیف خدمات وب (WSDL) می‌تواند عملیات موجود در یک سرویس وب و ساختار داده‌های ارسالی و دریافتی را مشخص کند، اما قادر به تعیین معنای داده‌ها یا محدودیت‌های معنایی روی داده‌ها نیست. این امر نیازمند توافق برنامه‌نویسان بر روی تعامل خدمات وب است و ترکیب خودکار خدمات وب را دشوار می‌سازد. 
خدمات وب معنایی حول استانداردهای جهانی برای تبادل داده‌های معنایی ساخته شده‌اند، که ترکیب داده‌ها از منابع و خدمات مختلف را برای برنامه‌نویسان آسان می‌کند بدون اینکه معنای آن‌ها از دست برود. خدمات وب می‌توانند "در پس‌زمینه" فعال شوند هنگامی که یک مرورگر وب درخواستی به سرور وب ارسال می‌کند و سپس سرور از خدمات وب مختلف برای ساخت پاسخی پیچیده‌تر نسبت به توانایی خودش استفاده می‌کند. خدمات وب معنایی همچنین می‌توانند توسط برنامه‌های خودکاری استفاده شوند که بدون هیچ ارتباطی با مرورگر وب اجرا می‌شوند. 
یک پلتفرم خدمات وب معنایی که از OWL (زبان هستان‌شناسی وب) برای توصیف معنایی منابع توسط ارائه‌دهندگان داده و خدمات با استفاده از هستان‌شناسی‌های شخص ثالث استفاده می‌کند، SSWAP است: معماری و پروتکل ساده وب معنایی. 

SSWAP یک پروتکل سبک‌وزن (با تعداد کمی از کلاس‌ها و گزاره‌های OWL؛ به پروتکل SSWAP مراجعه کنید) و مفهوم "گراف استاندارد" را ایجاد می‌کند تا ارائه‌دهندگان بتوانند به‌صورت منطقی یک سرویس را توصیف کنند. یک سرویس اساساً تبدیل برخی ورودی‌ها (یا موضوع) که ممکن است خالی باشند، به برخی خروجی‌ها (یا شیء) است که ممکن است خالی باشند. سرویس‌ها به‌صورت معنایی بر اساس سلسله مراتب تبعیضی و همچنین انواع داده‌های ورودی و خروجی آن‌ها قابل کشف هستند.
SADI  (کشف و ادغام خودکار معنایی) یک ابتکار خدمات وب معنایی است که شامل مجموعه‌ای از روش‌های طراحی برای انتشار خدمات وب معنایی است که استفاده از پروتکل‌ها و ساختارهای پیام غیراستاندارد را به حداقل می‌رساند. خدمات SADI به‌صورت بومی داده‌ها را در قالب RDF (چارچوب توصیف منابع) پردازش می‌کنند، جایی که داده‌های ورودی و خروجی باید نمونه‌هایی از کلاس‌های ورودی و خروجی تعریف‌شده در OWL-DL باشند. برخلاف خدمات وب استاندارد، خدمات SADI از پروتکل پیام‌رسانی SOAP استفاده نمی‌کنند، و برخلاف SSWAP، خدمات SADI هیچ داربست پیام‌رسانی خاص پروژه‌ای ندارند؛ سرویس‌ها با ارسال داده‌های نمونه RDF به نقطه پایانی سرویس از طریق HTTP POST فراخوانی می‌شوند، و چندگانگی با ارسال بیش از یک نمونه OWL در فراخوانی HTTP POST انجام می‌شود. SADI یک محدودیت بر رفتار سرویس تحمیل می‌کند: URI نمونه خروجی باید همان URI نمونه ورودی مربوطه باشد. در عمل، این منجر به سرویس‌هایی می‌شود که پیوندهای معنایی بین ورودی و خروجی سرویس ایجاد می‌کنند. بنابراین، زنجیره‌کردن خدمات SADI در یک گردش کار، منجر به یک گراف داده پیوسته می‌شود.